# Hermann von Hanstein

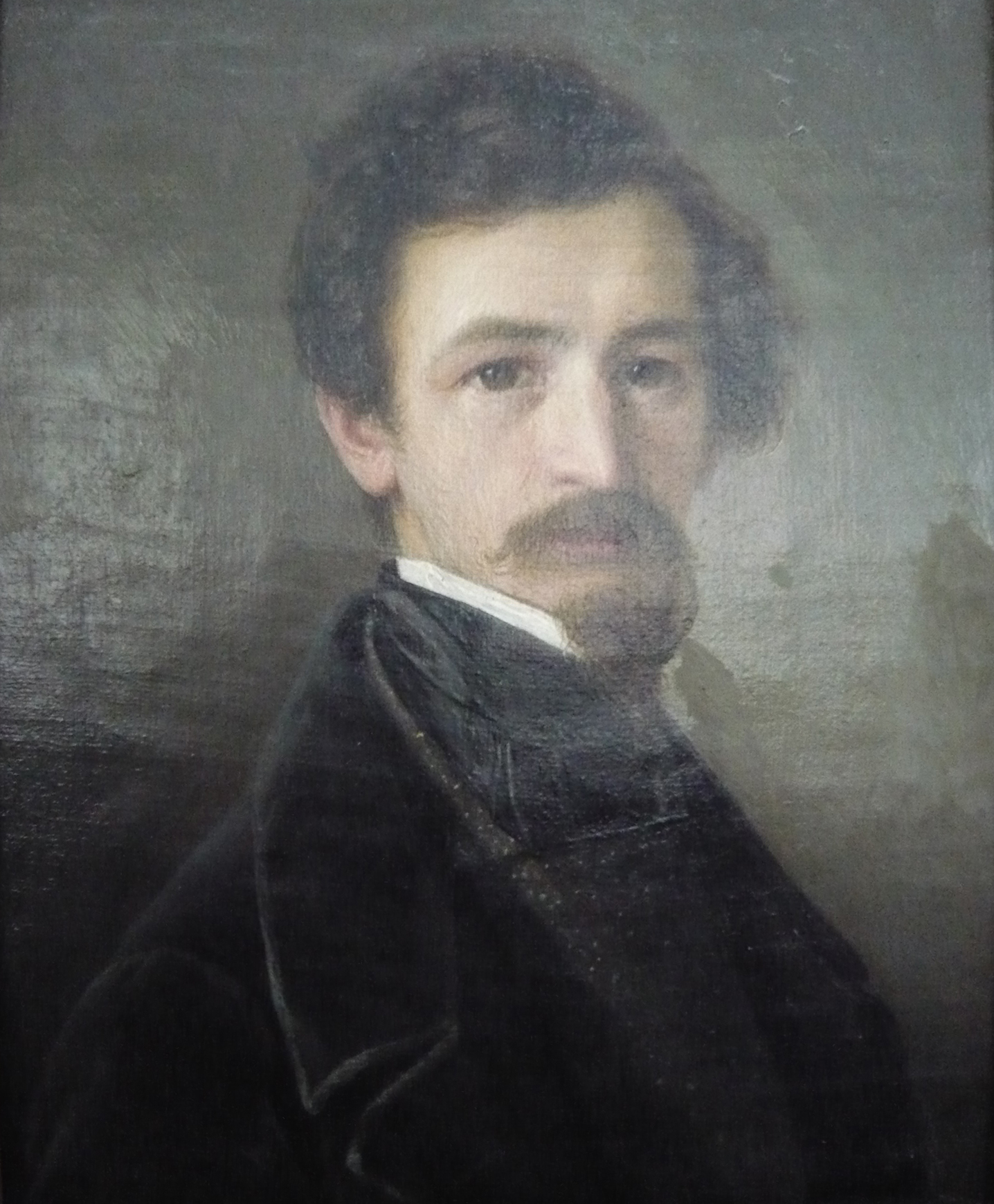
Hermann von Hanstein, gemalt von Friedrich Boser, Miniaturporträt aus dessen Freundschaftsgalerie von 26 Einzelbildnissen der Düsseldorfer Malerschule und ihren Freunden (1844)

Hermann von Hanstein (* 22. März 1809 in Löwenberg, Glien-Löwenbergischer Kreis, Mark Brandenburg; † 17. Oktober 1878 in Berlin) war ein deutscher Genre-, Landschafts-, Porträt- und Miniaturmaler der Düsseldorfer Schule.

## Leben
Hermann von Hanstein war Sohn des Oberpredigers an der Nikolaikirche in Potsdam, Ludwig Hanstein (1772–1830), aus dessen dritter Ehe mit Karoline Wilhelmine Emilie Sello (1792–1870), einer Tochter des Potsdamer Hofgärtners Carl Sello. Von Hansteins jüngerer Bruder war der Botaniker Johannes von Hanstein.
In Berlin erhielt Hermann von Hanstein eine künstlerische Ausbildung bei Wilhelm Herbig. 1837 wechselte er an die Kunstakademie Düsseldorf, um sich unter Theodor Hildebrandt zu vervollkommnen. Die Düsseldorfer Akademie verließ er im Herbst 1840.

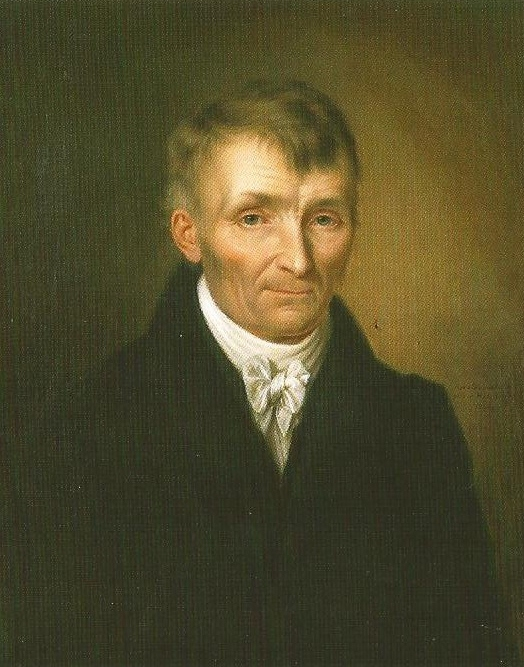
Bildnis des Hofgärtners Ludwig Sello, 1868

Spätestens 1842 lebte er wieder in Berlin, wo er am 31. März 1842 Marie Baumann (1820–1895) heiratete. Das Paar bekam drei Söhne. Später wurde er zum Professor und Königlichen Hofmaler ernannt. Am 26. Februar 1870 erhielt er die preußische Adelsanerkennung. Von 1828 bis 1878 war er auf Berliner Akademie-Ausstellungen vertreten.
Aus Düsseldorf kommend stellte er 1841 auf der Leipziger Kunstausstellung das Genrebild Das Innere einer niederrheinischen Bauernhütte am Sonntagmorgen aus. Auf der Berliner akademischen Kunstausstellung des Jahres 1844 zeigte er das Motiv Zwei Liebende beim Abschiednehmen, von plötzlicher Gefahr bedroht. 1870 präsentierte er dort das Bildnis des Hofgärtners Ludwig Sello.